# Rrashbull
Rrashbull is een plaats en voormalige gemeente in de stad (bashkia) Durrës in de prefectuur Durrës in Albanië. Sinds de gemeentelijke herindeling van 2015 doet Rrashbull dienst als deelgemeente en is het een bestuurseenheid zonder verdere bestuurlijke bevoegdheden. De plaats telde bij de laatste census 24.081 inwoners (2011).